# Цтиборж (Бенешов)
Цтиборж (чеш. Ctiboř) је насељено мјесто са административним статусом сеоске општине (чеш. obec) у округу Бенешов, у Средњочешком крају, Чешка Република.

## Становништво
Према подацима о броју становника из 2014. године насеље је имало 125 становника.